# Escoeuilles
Escoeuilles är en kommun i departementet Pas-de-Calais i regionen Hauts-de-France i norra Frankrike. Kommunen ligger i kantonen Lumbres som tillhör arrondissementet Saint-Omer. År 2022 hade Escoeuilles 475 invånare.

## Befolkningsutveckling
Antalet invånare i kommunen Escoeuilles
| Referens: INSEE |